# کلیسای سان جیووانی دگلی ارمیتی
کلیسای سان جیووانی دگلی ارمیتی (ایتالیایی: San Giovanni degli Eremiti) یک کلیسا در پالرمو، سیسیل در نزدیکی کاخ سلطنتی پالرمو است.

## تاریخ
ریشه کلیسا به سده ششم بر می‌گردد. پس از تثبیت شدن سلطه نورمن‌ها در جنوب ایتالیا، در نهایت راجر دوم، حدود سال ۱۱۳۶، کنترل کلیسا را به دستور مونته ورجینه سپرد.
این کلیسا در طول سده‌ها اصلاح شد و در حدود سال ۱۸۸۰ برای بازسازی آن به ظاهر اصلی قرون وسطایی آن تلاش‌هایی شد.